# Ada Deer

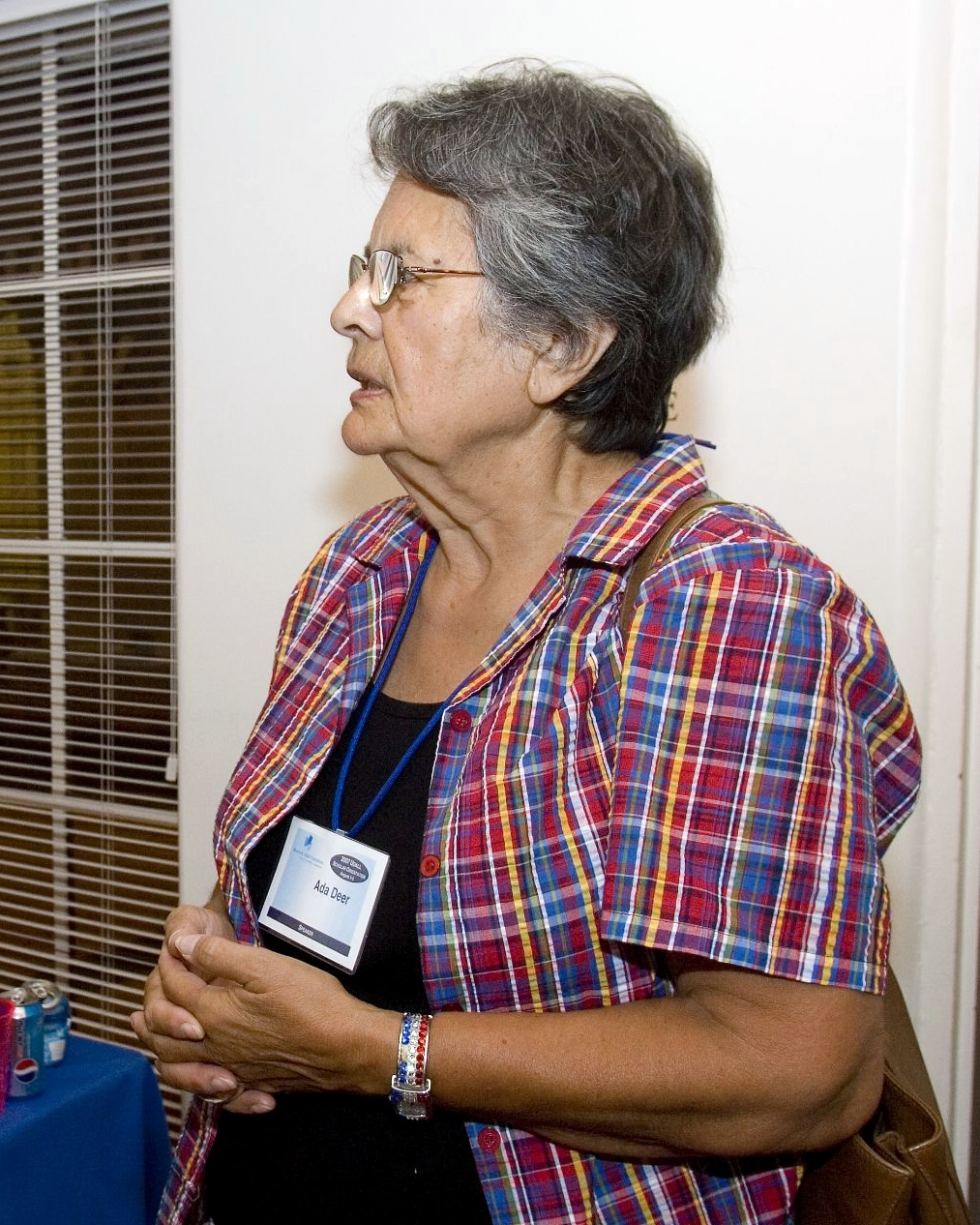
Ada Deer

Ada Deer (* 7. August 1935 in Keshena, Wisconsin; † 15. August 2023 in Fitchburg, Massachusetts) war eine US-amerikanische Politikerin und Hochschullehrerin. Als Aktivistin wandte sie sich ab den 1950er Jahren gegen die bundesstaatliche Auflösung von indianischen Stämmen nach den Initiativen des republikanischen Senators Arthur Vivian Watkins. Während der Präsidentschaft von Bill Clinton war Deer Staatssekretärin im Innenministerium der Vereinigten Staaten und Leiterin des Bureau of Indian Affairs.

## Leben und Werk
Deer wurde als das älteste von fünf Kindern als Mitglied der Menominee geboren und wuchs in einer Blockhütte in einem Indianerreservat der Menominee auf. Ihre Mutter, Constance Stockton (Wood) Deer, war eine angloamerikanische Krankenschwester aus Philadelphia, die bei ihrer Arbeit im Bureau of Indian Affairs (BIA) in Appalachia und South Dakota die Kulturen der amerikanischen Ureinwohner kennengelernt und einen Menominee-Mann geheiratet hatte. Deer besuchte öffentliche Schulen in Shawano und Milwaukee und studierte mit einem Stammesstipendium an der University of Wisconsin-Madison. Sie war die erste Menominee, die 1957 einen Bachelorabschluss an der University of Wisconsin erwarb, und die erste amerikanische Ureinwohnerin, die 1961 einen Master in Sozialarbeit an der Columbia University erhielt. Anschließend arbeitete sie als Sozialarbeiterin an öffentlichen Schulen in New York City und Minneapolis und war für das Peace-Corps in Puerto Rico tätig. Später kehrte sie für ein Semester als Jurastudentin an die UW-Madison zurück, um anschließend ihrem Stamm zu helfen.
Deer lehrte von 1977 bis 1993 als Senior Lecturer an der School of Social Work der University of Wisconsin-Madison und 1999 wurde sie dort Direktorin des Instituts für American Indian Studies. Während ihrer Amtszeit war sie Mitbegründerin der Indian Community School in Milwaukee. Sie schuf auch das erste Programm an der Universität, das eine Ausbildung in Sozialarbeit in Indianerreservaten anbietet. Darüber hinaus war sie Fellow am Harvard Institute of Politics der John F. Kennedy School of Government.

## Interessenvertretung der amerikanischen Ureinwohner
Seit der Termination in den 1950er und 1960er Jahren, die zu einer eingeschränkten bundesstaatlichen Aufsicht über die Angelegenheiten der amerikanischen Ureinwohner führte, wurde der Menominee-Stamm von einer Körperschaft Menominee Enterprise, Inc. regiert.
Nach ihrem Universitätsabschluss zog Deer nach Minneapolis, um näher an der Menominee-Nation zu sein. Sie organisierte eine Basisbewegung, um die Rechte ihres Stammes wiederherzustellen, die ihnen 1954 genommen worden waren. Deers Bemühungen, zusammen mit vielen anderen Menominees, trugen dazu bei, die Ära der Termination zu Ende zu bringen. Am 22. Dezember 1973 unterzeichnete Präsident Richard Nixon den Menominee Restoration Act. Diese Gesetzgebung stellte die offizielle Anerkennung des Menominee-Stammes wieder her. Aufgrund dieses Erfolgs wurde sie die erste Frau, die dem Menominee-Stamm in Wisconsin vorstand. Von 1974 bis 1976 war Deer Vorsitzende des Menominee Restoration Committee. 1991 wurde sie die Leiterin des Native American Right’s Fund  und nach ihrer Amtszeit in dem Bureau of Indian Affairs war Deer Mitglied des National Support Committee des Native American Rights Fund.

## Politische Aktivitäten
Deer engagierte sich ab den 1970er Jahren in der Politik. 1978 und 1982 bewarb sie sich jeweils erfolglos um das Amt der Secretary of State von Wisconsin. 1984 war sie stellvertretende Vorsitzende der Präsidentschaftskampagne von Walter Mondale. 1992 kandidierte sie für einen Sitz im Repräsentantenhaus der Vereinigten Staaten, verlor aber gegen den Republikaner Scott L. Klug.
Im Jahr 1993 wurde Deer von Präsident Bill Clinton zur Assistant Secretaries of the Interior for Indian Affairs ernannt und war von 1993 bis 1997 als erste Frau Leiterin des Bureau of Indian Affairs (BIA). Diese Position ermöglichte es ihr, das Amt zu reformieren und die Bundespolitik für mehr als 555 Indianerstämme festzulegen. Während dieser Zeit war sie Delegierte des Menschenrechtsausschusses der Vereinten Nationen und von Januar bis Mai 1997 war sie Vorsitzende der National Indian Gaming Commission.
Im Jahr 2020 war sie Delegierte für Joe Biden bei der Democratic National Convention (DNC).

## Ehrungen
- 1974: White Buffalo Council Achievement Award s
- 1974: Ehrendoktorwürde der University of Wisconsin-Madison und des Northland College
- 1975: Pollitzer-Preis, Ethische Kulturgesellschaft, New York
- 1982: von Girl Scouts of America zur Frau des Jahres gewählt
- 1984: Indian Council Fire Achievement Award
- 1991: National Distinguished Achievement Award, American Indian Resources Institute
- 2000: Preisträgerin des National Women’s History Month[6]
- 2007: Robert and Belle Case La Follette Award for Distinction in Public Service, Wisconsin Historical Society[7]
- 2019: Aufnahme in die National Native American Hall of Fame
- 2020: eine von zwei Empfängern des City-County Humanitarian Award von Dane County und der Stadt Madison
- 2020:  als eine von zehn Frauen von USA TODAY Network als Women of the Century ausgezeichnet[8][9]

## Veröffentlichungen (Auswahl)
- 1977: The Power Came from the People. In: Jane B. Katz: I Am the Fire of Time: The Voices of Native American Women. New York, Dutton, 1977.
- 1970: mit R. E. Simon, Jr.:  Speaking Out, Chicago. Children’s Press Open Door Books, 1970.
- 2021: mit Theda Perdue: Making a Difference. University of Oklahoma Press, ISBN 978-0-8061-6876-0.